# U.S. Chamber of Commerce Building
L'U.S. Chamber of Commerce Building est un bâtiment de Washington, aux États-Unis. Conçu par Cass Gilbert et construit en 1925, il abrite la Chambre de commerce des États-Unis. Il est inscrit au Registre national des lieux historiques depuis le 13 mai 1992.